# Трансектний метод
Метод трансектний — метод дослідження біоценозів з допомогою майданчиків сильно витягнутої прямокутної форми — трансект. Трансектним методом вивчаються межі та комплекси угруповань, чисельність, розміщення, проективне покриття, продуктивність популяцій та ін.
Трансекта — вузький прямокутний майданчик (напр. 1X250 або 0,1X100 м (Теетцман, 1845)) для вивчення розміщення видів, чисельності, проективного покриття, продуктивності та інших досліджень.
Трансектний аналіз таксономічної структури фауни — порівняння таксономічної структури кількох локальних, регіональних або зональних фаун.

## Інтернет-ресурси
- Маршрутные методы исследования растительности. Линейная транссекта, ленточная транссекта